# Безводный (Челябинская область)
Безводный — посёлок в Чесменском районе Челябинской области России. Входит в состав Тарасовского сельского поселения.

## География
Посёлок находится на юго-востоке области, в северо-восточной части района, в степной зоне, на расстоянии 12 километров по прямой к северо-востоку от села Чесма, административного центра района. Абсолютная высота 288 метров над уровнем моря.

## История
Поселок основан в 1930-е годы в составе Чернореченского сельсовета Троицкого района. В нем располагалось 4-е отделение совхоза «Троицкий». В 2005 году посёлок передан в административное подчинение Чесменскому району.

## Население
| 2002 | 2010 | 2012 | 2013 |
| ---- | ---- | ---- | ---- |
| 146  | ↘89  | ↘83  | ↗87  |

Гендерный состав
По данным Всероссийской переписи населения 2010 года в гендерной структуре населения мужчины составляли 48,3 %, женщины — 51,7 %.

## Улицы
Уличная сеть посёлка состоит из трёх улиц.